# ホセ・マリア・モビージャ
ホセ・マリア・モビージャ・クベロ（José María Movilla Cubero、1975年2月8日 - ）は、スペイン・マドリード出身の元サッカー選手。ポジションはMFだった。

## 経歴
セグンダ・ディビシオンBに当時在籍していたCDCモスカルドでキャリアをスタートさせ、CDヌマンシアへのレンタル、CDオウレンセでのプレーを経て、1997年にマラガCFに加入した。マラガでは、2年連続でプリメーラへの昇格を果たしたチームの中心選手として活躍し、在籍4シーズンで133試合に出場した。
2001年7月、マラガでの活躍が認められ、プリメーラ復帰という目標を掲げていたアトレティコ・マドリードに移籍した。1シーズン目に目標通り2部優勝を果たすと、翌シーズンはルイス・アラゴネスの下で安定した出場機会を得ていた。しかし、2003-04シーズンにグレゴリオ・マンサーノがアトレティコ・マドリードの監督に就任すると出場機会が激減。同シーズンの冬の移籍市場でレアル・サラゴサへと期限付き移籍をした。そのサラゴサでは、レンタル選手でありながらも、チームの要として奮闘。コパ・デル・レイ制覇という大きな成果を挙げた。しかし、アトレティコへレンタルバック後も構想外といった状態が続き、モビージャの能力を高く買っていたサラゴサがモビージャを完全移籍で獲得した。
2007年にサラゴサを退団後、レアル・ムルシア、ラージョ・バジェカーノをへて2012年に再びサラゴサへ復帰。2シーズンを過ごし、38歳で現役を引退した。

## タイトル
マラガ
- セグンダ・ディビシオンB : 1回 (1997-98)
- セグンダ・ディビシオン : 1回 (1998-99)

アトレティコ・マドリード
- セグンダ・ディビシオン : 1回 (2001-02)

サラゴサ
- コパ・デル・レイ : 1回 (2003-04)
- スーペルコパ : 1回 (2004-5)